# سولجر فيلد
سولجر فيلد هو ملعب في شيكاغو، إلينوي. و هو ملعب فريق شيكاغو بيرز في دوري كرة القدم الأمريكية. فتحه في 29 سبتمبر عام 2003 بعد عمليات بناء من جديد وصيانة شاملة (للمرة الثانية في تاريخ الملعب). تعتبر سعته الحالية 61500 متفرج حيث أنه يعتبر أصغر ملعب في دوري كرة القدم الأميركية. و يذكر أن الملعب استضاف منافسات بطولة كأس العالم لكرة القدم 1994 و تحديداً 5 مباريات.

## صور من الملعب

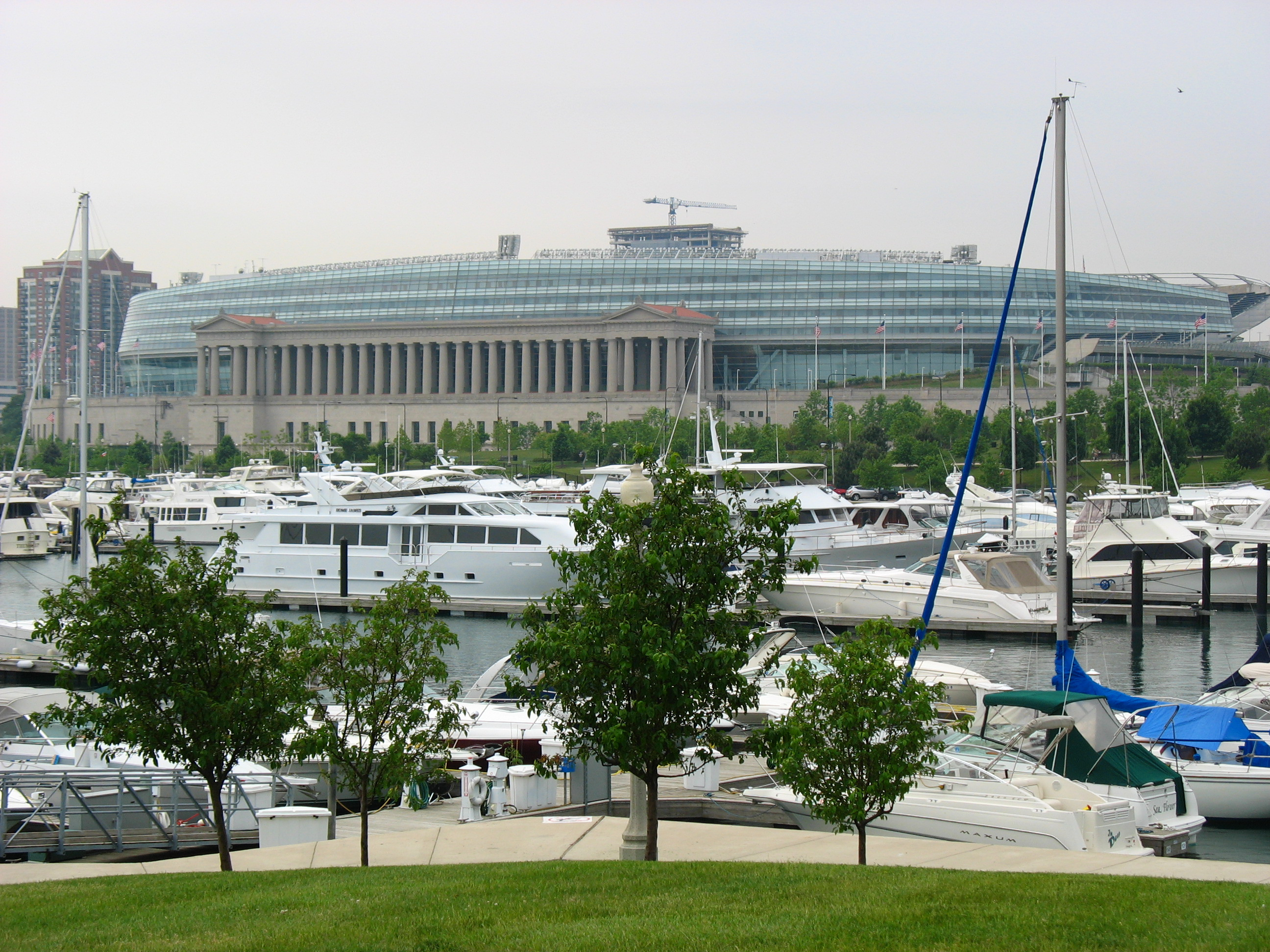
ملعب سولدر فيلد من الخارج من الجهة الصمالية للمدينة.
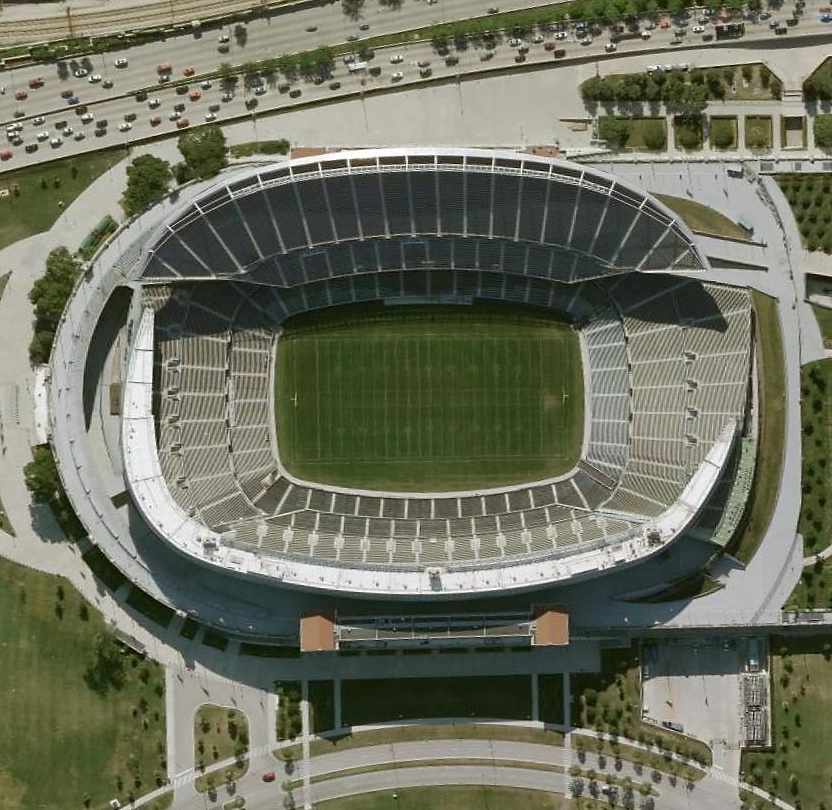
صورة للملعب ملتقطة من الجو.
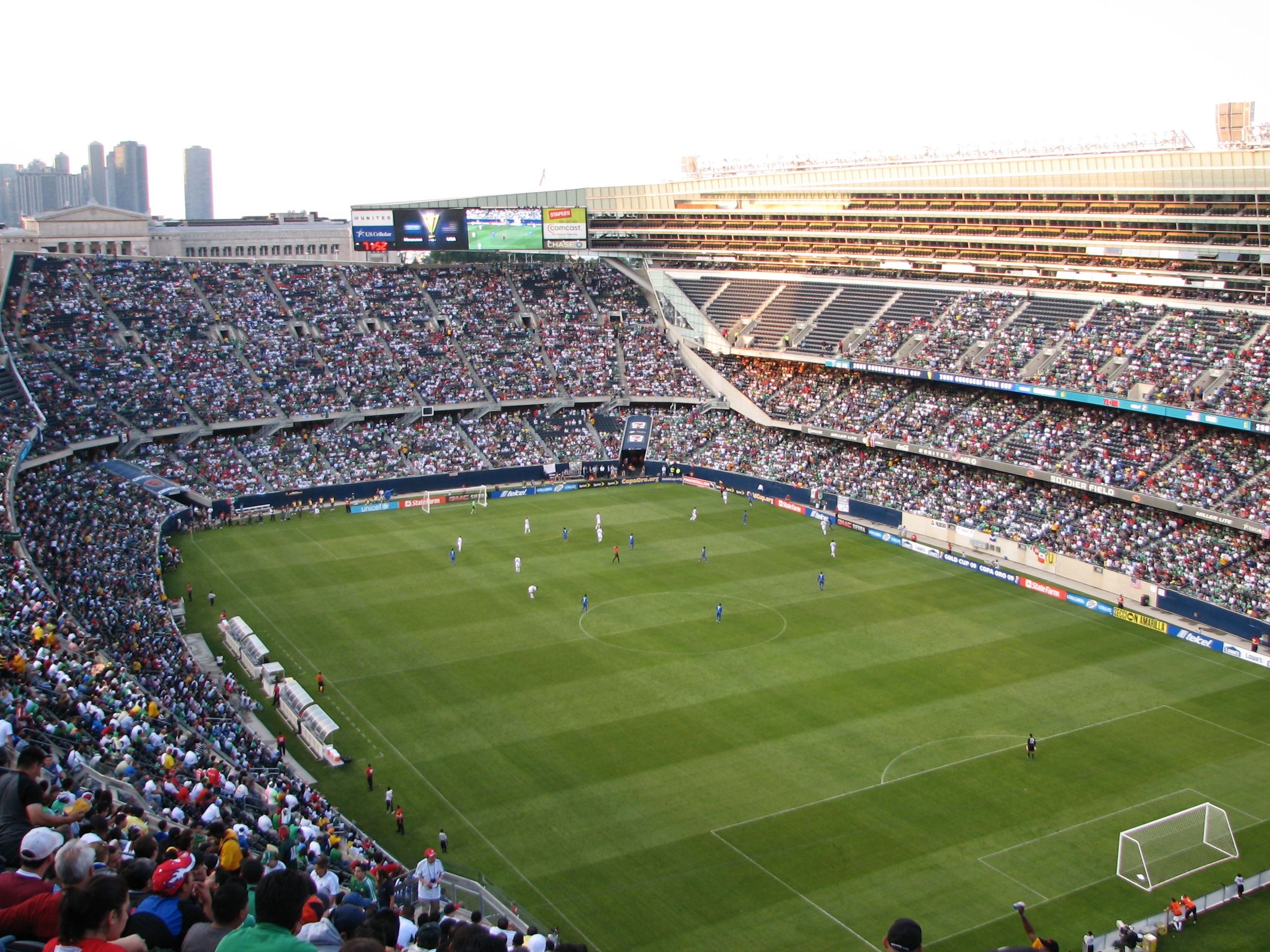
ملعب سولدر فيلد خلال المباراة الدولية بين منتخب الولايات المتحدة لكرة القدم و منتخب هندوراس ضمن منافسات بطولة كأس الكونكاكاف الذهبية 2009.
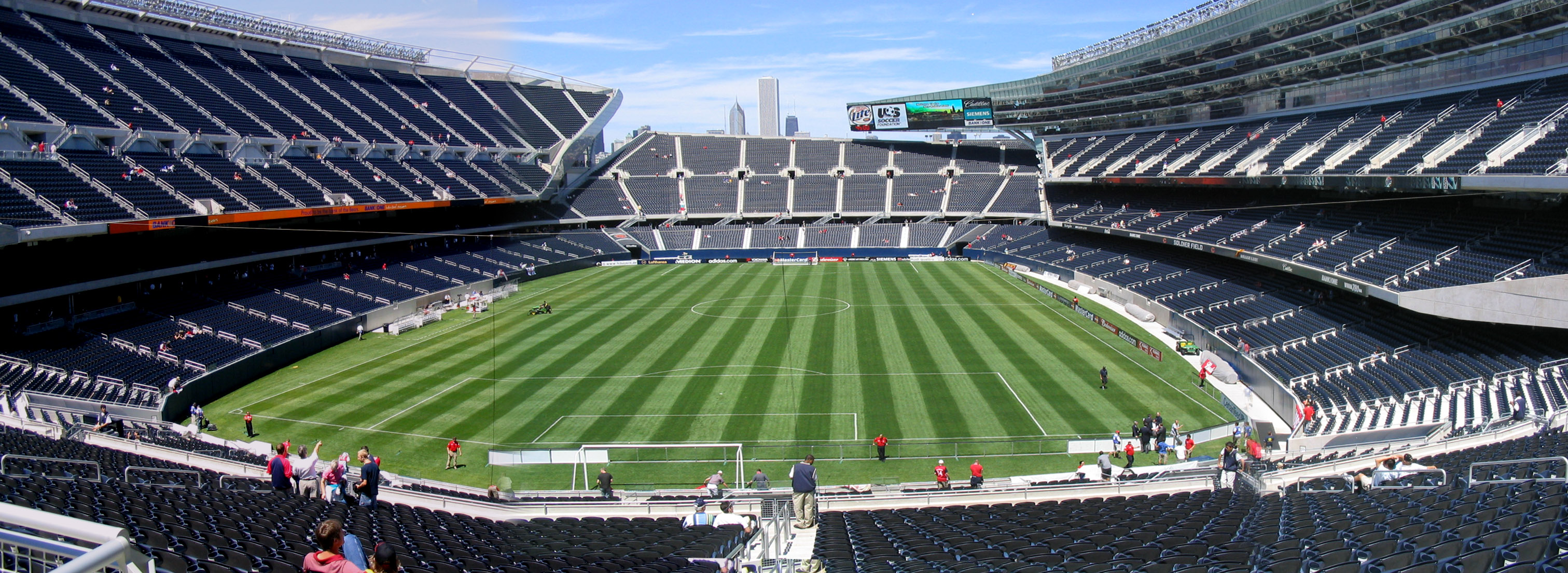
ملعب سولدر فيلد قبل مباراة فريق شيكاغو فاير بكرة القدم في منافسات الدوري الأمريكي لكرة القدم.